# 杉本音吉氏頌德紀念碑
杉本音吉氏頌德紀念碑，是日治時期位於高雄市壽山的一座紀念碑。位於打狗水道淨水池附近。

## 簡介
此紀念碑是為了紀念日治時期高雄消防組長杉本音吉（1873年3月－1928年2月），他在任內盡心盡力使得消防組更具規模，並提升消防組員素質，又捍衛高雄勞工權益，頗受市民信賴與感念，因此在杉本因輕微感冒引發急性肺炎而不幸過世後。由高雄州的官員在壽山建造一座「杉本音吉氏頌德紀念碑」，發起人為繼任的消防組長東本定楠，高雄州知事太田吾一撰文，贊助者眾多，包含大坪與一、吉井長平、古賀三千人、陳啟川、陳啟峰、陳啟貞、葉鴻猷、葉宗鑫、蔡媽基、王沃、三好德三郎、富島元治、高雄魚市會社、淺野水泥株式會社、大阪商船株式會社、鹽水港製糖會社、梅屋敷、商工銀行、彰化銀行等，1932年（昭和7年）6月13日竣工，9月11四局行除幕式。戰後此碑已被改造成涼亭，紀念碑不知去向。

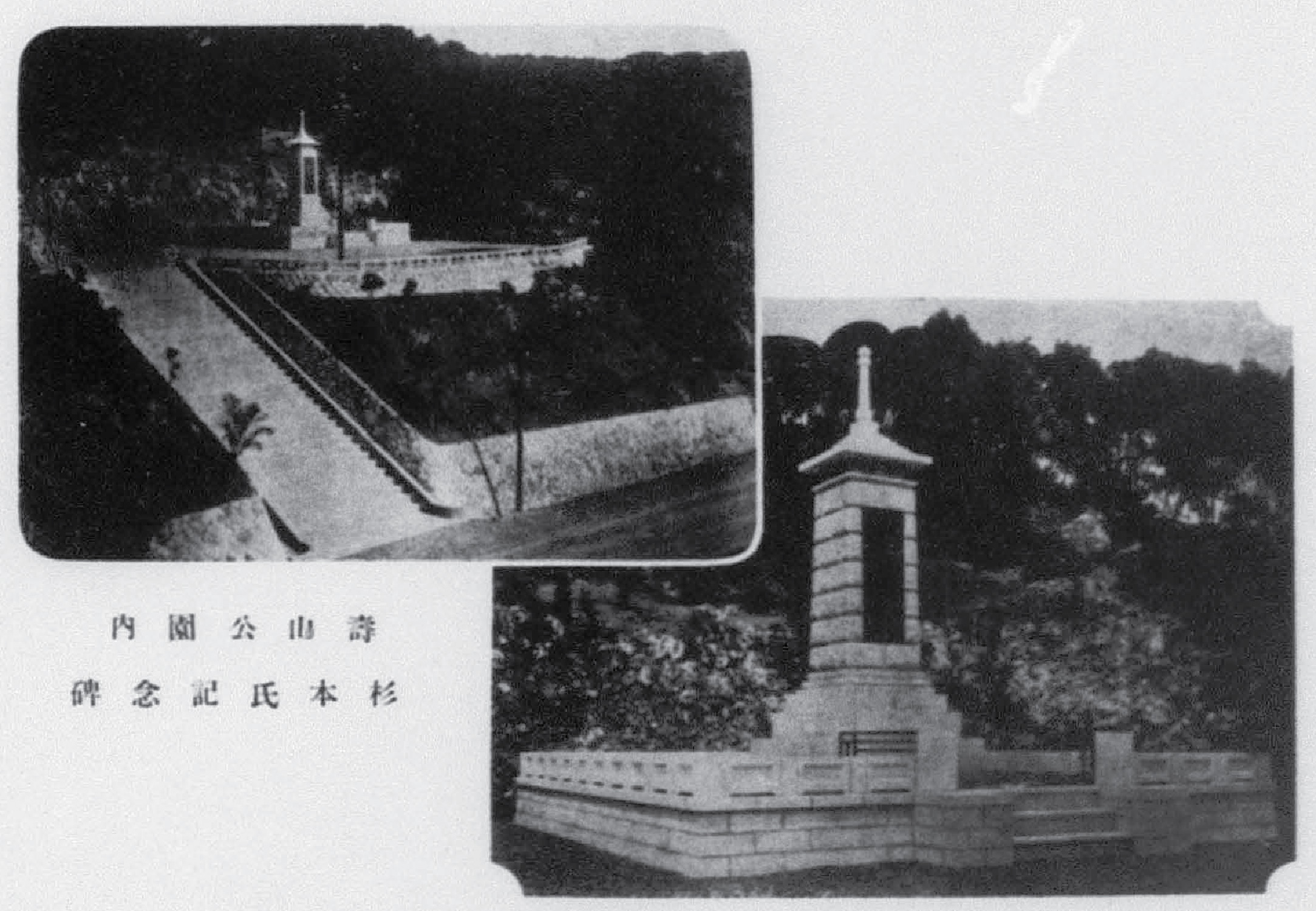
杉本音吉氏頌德紀念碑《杉本音吉小傳》(1934)